# Betriebserkundung
Betriebserkundungen sind Veranstaltungen, die als Sonderform des Unterrichts oder als Exkursion den Kontakten zwischen Schule und betrieblicher Realität an einem außerschulischen Lernort dienen.

## Zwecke
Sie sind immer Teil eines umfassenden Curriculums innerhalb des Bildungsanspruches, die Schüler zur Berufs- und Arbeitswelt zu führen. Ihnen ist die Aufgabe gestellt, durch Demonstration beispielhafte Einsichten in die Realitäten der Berufs-, Wirtschafts- und Arbeitswelt zu verschaffen. Dabei zielen sie letztlich – wie auch das Betriebspraktikum – auf die Anbahnung der Berufswahlreife und haben damit einen erheblichen Stellenwert im Rahmen der Berufsorientierung. Betriebserkundungen haben immer ergänzende Funktion, sie schaffen als einführende Kontakte zu Praktika, den Beteiligten Übersichten einer betrieblichen Realität als Gesamtschau zu geben. Ein wesentlicher Aspekt sind die gemeinsamen Einsichten der Schüler, da Erkundungen – anders als Praktika – Klassenveranstaltungen sind. Die Erkundungen ermöglichen den Schülern, auch aktive die Beobachtung ergänzende Erkundungsmethoden kennenzulernen und praktisch anzuwenden, wie z. B. die Befragung oder das Interview. Für eine gute Einstimmung sind Übersichtsdarstellung durch Betriebsangehörige (Geschäftsführer aber auch Auszubildende) wichtig.
Sie lassen sich unter sechs Aspekten durchführen:
- technologischer
- betriebswirtschaftlicher
- sozialer
- ökologischer
- konsum und
- berufskundlicher Aspekt.

### Formen
Zwei Organisationsformen sind möglich:
- Die isolierten Erkundungen stehen als selbständiges Curriculum mit eigenem aber begrenztem Anspruch, die integrierten Erkundungen sind nicht nur Teil des Berufsorientierungscurriculums, sie geben diesem Curriculum einen besonderen Wert durch die Zusammenführung von Unterricht und Erkundung – von Schule und Betrieb.
- Als integrierte Erkundungen sollten sie als eine Einführungsfunktion für ein Betriebspraktikum dienen. Die Erkundungen haben gegenüber dem Praktikum den Vorteil, dass sie Chancen zur Reflexion der Anschauung bieten, ein Nachteil gegenüber dem Praktikum ist aber die geringe praktische Kontrollmöglichkeit.